# Charlottendal, Huddinge kommun

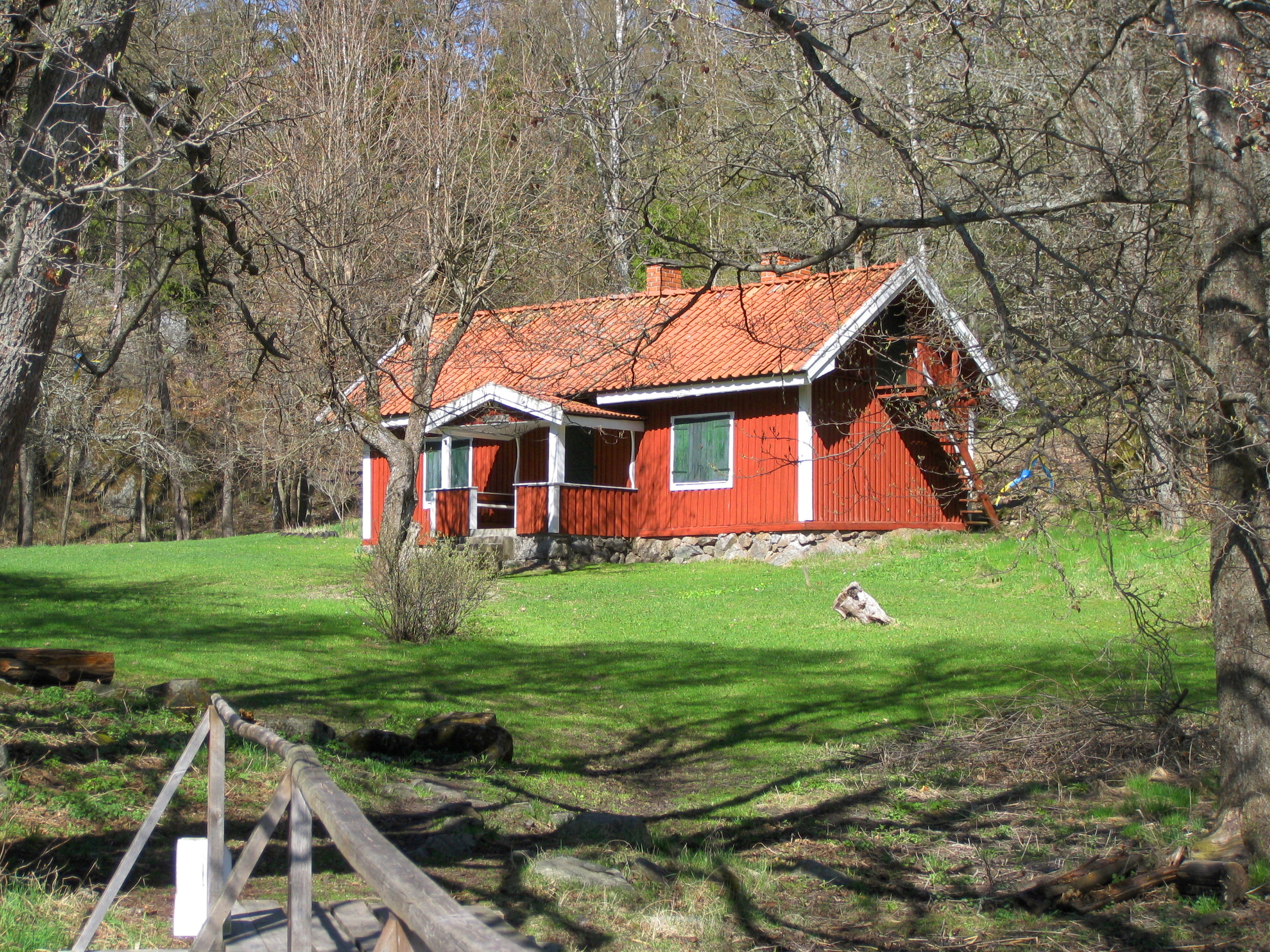
Torpet Charlottendal i Huddinge.

Charlottendal är ett torp vid Mörtsjöns strand i Huddinge kommun. 

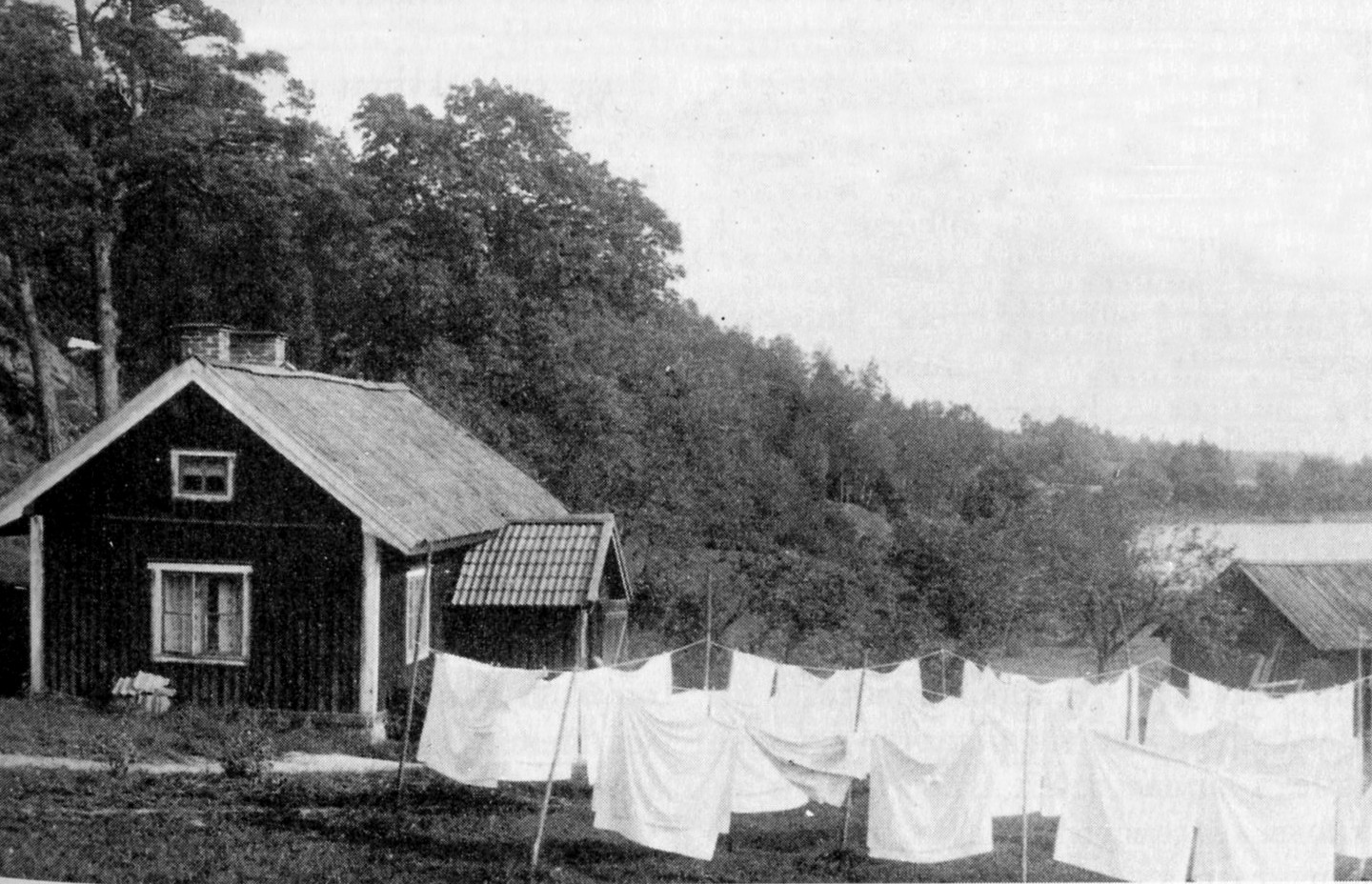
Tvätt utanför torpet Charlottendal vid Mörtsjön.

Det första torpet byggdes under 1700-talets slut och är upptaget första gången i husförhörslängden från 1816 som dagsverkstorp under Balingsta gård. Den förste som bodde vid det gamla Charlottendal var avskedade ryttaren Jonas Wård, född 1744, och hans hustru Maja Stina Olsdotter. År 1834 uppfördes nuvarande byggnad som sommarhus åt ”Landshövdingskan”, dåvarande ägarinnan av Balingsta, Charlotta Salonius, som gav namnet åt torpet. Hon var änka efter landshövdingen Johan af Zellén, till sin död 1824 ägare av Balingsta. 1844 blev det emellertid ett torp för underlydande på Balingsta. 
År 1910 övergick Charlottendal till Balingsholms gård. Den siste torparen, Albin Vesterberg, flyttade in 1920. Torpets areal var då 8 tunnland jord. Det fanns 2 till 3 kor, 1 häst, 1 gris och några höns. Som bisyssla bedrev man tvätterirörelse. För att dryga ut den smala hushållskassan brukade man här, som på många andra ställen på Södertörn, ta emot smutstvätt från välbeställda stockholmare (se Hagalunds tvätterimuseum). Under 1940-talet lät familjen Hirsch på Balingsholm Huddinge scoutkår disponera Charlottendal. Idag ägs Charlottendal av Huddinge kommun och arrenderas av orienteringsklubben Snättringe SK.
För att ligga i Stockholmsregionen är Charlottendal relativt isolerat. Stugan omges av tät barrskog och närmsta väg är vägen till Balingsholms gård 800 meter norrut. Närmsta bebyggelse är radhusen i Balingsnäs. Detta har gjort att Charlottendal har behållit mycket av sin torpkaraktär. Ängar och hagar hålls öppna av betande kreatur från Balingsta gård.